# Shōkō
Shōkō (jap. 称光天皇 Shōkō tennō; ur. 12 maja 1401, zm. 30 sierpnia 1428) – 101. cesarz Japonii, według tradycyjnego porządku dziedziczenia.
Przed wstąpieniem na tron nosił imię książę Mihito (jap. 実仁親王 Mihito shinnō). Był najstarszym synem cesarza Go-Komatsu. Matką jego była Hinonishi Motoko (jap. (日野西資子).
Shōkō panował w latach 1412–1428.
Objął tron 5 października 1412. Jednak koronacja odbyła się 19 grudnia 1414. Władzę w kraju faktyczne sprawował jego ojciec. Wobec choroby syna, który nie posiadał dzieci, Go-Komatsu kazał adoptować późniejszego cesarza Go-Hanazono, który objął władzę po śmierci Shōkō.
Mauzoleum cesarza Shōkō znajduje się w Kioto. Nazywa się ono Fukakusa no kita no misasagi.